# Eragrostis jacobsiana
Eragrostis jacobsiana är en gräsart som beskrevs av Bryan Kenneth Simon. Eragrostis jacobsiana ingår i släktet kärleksgrässläktet, och familjen gräs. Inga underarter finns listade i Catalogue of Life.